# Bronzekolibri
Der Bronzekolibri (Coeligena coeligena), auch Bronzeandenkolibri oder Himmelsmusketier genannt, ist ein Seglervogel in der Familie der Kolibris (Trochilidae), der in Venezuela, Kolumbien, Ecuador, Peru und Bolivien vorkommt. Der Bestand wird von der IUCN als „nicht gefährdet“ (least concern) eingestuft.

## Merkmale
Der Bronzekolibri erreicht eine Körperlänge von etwa 14 cm bei einem Gewicht der Männchen von 7,3 g und der Weibchen von 6,2 g. Das Männchen hat einen langen, geraden schwarzen Schnabel. Der Unterschnabel ist oft an der Basis gelb. Der Kopf und die Oberseite sind dunkel bronzebraun mit einem ausgeprägten kastanienbraunen Schimmer, welcher am hinteren Rückenbereich ins Grünliche übergeht. Hinter dem Auge befindet sich ein weißer Fleck. Kehle und Brust sind weiß gesprenkelt und dunkelgrau gestreift. Der Rest der Unterseite ist rötlich braun bis braun, die Unterschwanzdecken rötlich braun mit zimtfarbenen Säumen. Der gegabelte Schwanz ist bronzefarben. Das Weibchen ähnelt dem Männchen, hat aber einen längeren Schnabel und der Schwanz ist weniger gegabelt. Jungtiere ähneln den Weibchen.

## Verhalten und Ernährung
Der Bronzekolibri bezieht seinen Nektar von blühenden Fuchsien, Bomarien, Cavendishia, Centropogon, Helikonien und Siphocampylus. Gliederfüßer fängt er im Flug oder durch Absammeln im Schwirrflug. Als sogenannter Trapliner fliegt er regelmäßig in rascher Folge ganz bestimmte verstreute Blüten in mittleren Straten an Waldrändern an. Selten sieht man ihn in den Baumkronen blühender Bäume sammeln, wo er mitunter sein Futterterritorium verteidigt.

## Fortpflanzung
Die Brutsaison des Bronzekolibris ist von November bis März. Das Nest ist ein kleiner Kelch, den er in 1 bis 1,5 Metern über dem Boden im Unterholz anbringt. Meist ist das aus Moos und Pflanzenfasern errichtete Nest gut versteckt im Gewirr des Gestrüpps. Das Gelege besteht aus zwei Eiern. Die Brutdauer beträgt 15 bis 16 Tage, und die Bebrütung erfolgt durch das Weibchen. Die Küken sind schwärzlich mit zwei gelbbraunen Rückenstrichen. Mit 22 bis 24 Tagen werden die Nestlinge flügge.

## Lautäußerungen
Der Bronzekolibri gibt vermutlich eine Serie einzelner, eher süß klingender tsit-Töne in einer Frequenz von 1 bis 1,6 Tönen pro Sekunde von sich. Er erzeugt auch hohe, kurze tsit-sit-it-it-Laute, die am Ende dünner werden. Die Rufe beinhalten ebenfalls einzelne tsi- oder tsit-Töne, die normalerweise im Flug abgegeben werden.

## Verbreitung und Lebensraum

Verbreitungsgebiet des Bronzekolibris

Der Bronzekolibri bevorzugt feuchte Vorgebirgswälder in Höhenlagen von 1500 bis 2600 Meter. Gelegentlich ist er in offenem Terrain mit vereinzelten Bäumen und in Kaffeeplantagen zu sehen. Sein Futter holt er im Umfeld nahrungsreicher Vegetation. Das Verbreitungsgebiet umfasst etwa 3.700.000 km2.

## Migration
Der Bronzekolibri ist ein saisonaler Strichvogel. Bisher ist sein Zugverhalten aber wenig erforscht. Sehr wahrscheinlich zieht er nach der Brutsaison weiter.

## Unterarten
Es sind sechs Unterarten bekannt:

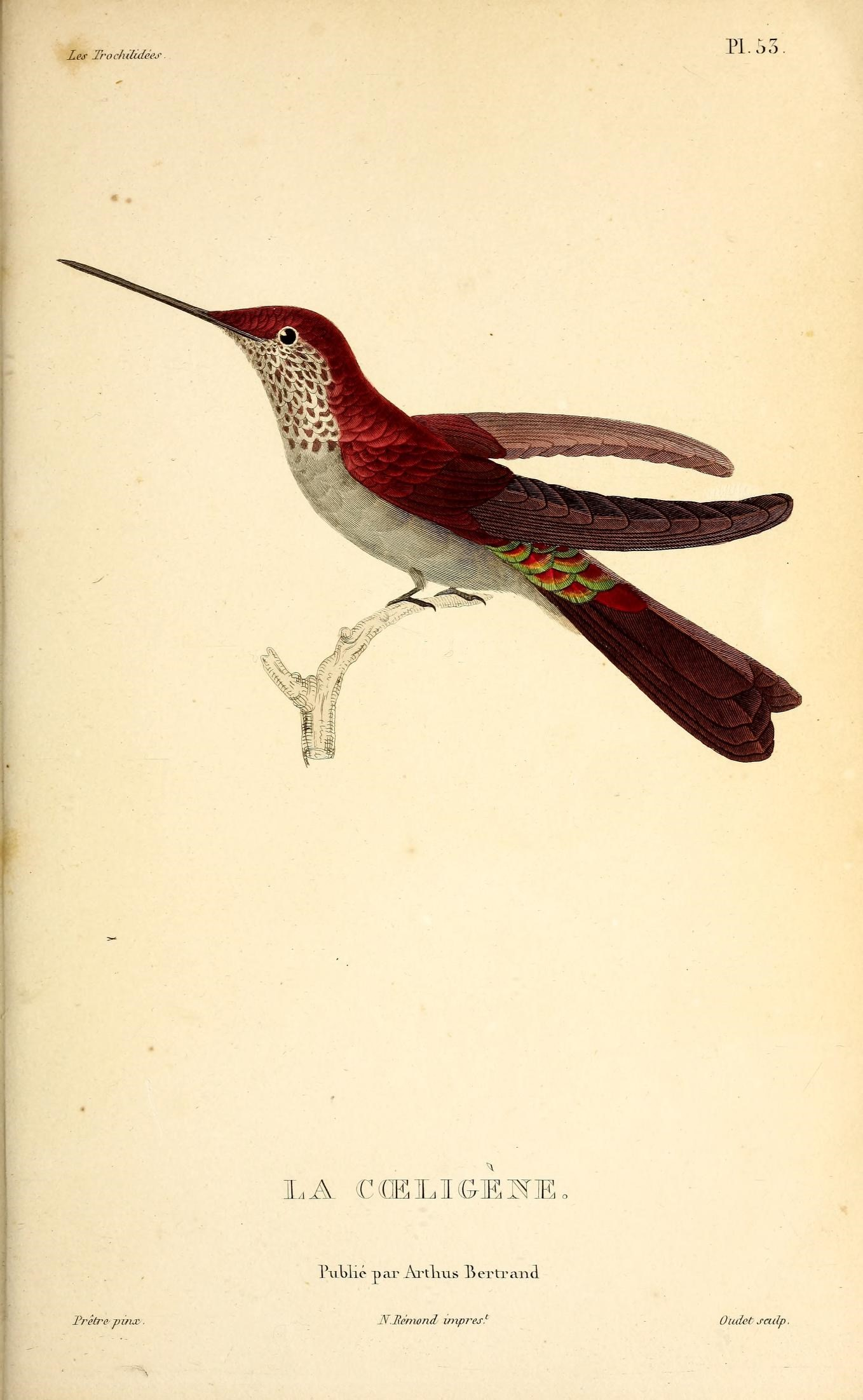
Bronzekolibri, illustriert von Jean-Gabriel Prêtre als Teil der Erstbeschreibung

- Coeligena coeligena ferruginea (Chapman, 1917)[3] ist im westlichen und zentralen Kolumbien verbreitet. Diese Unterart ähnelt sehr der Nominatform, ist aber an der Kehle weniger weiß und die Unterseite wirkt ausgewaschen dunkelgelb.[1]
- Coeligena coeligena columbiana (Elliot, DG, 1876)[4] kommt im östlichen und zentralen Kolumbien sowie dem Nordwesten Venezuelas vor. Diese Subspezies ist die kleinste dieser Art. Das Gefieder wirkt etwas mehr olivfarben.[1]
- Coeligena coeligena coeligena (Lesson, RP, 1833)[5] – die Nominatform ist im Norden Venezuelas verbreitet.
- Coeligena coeligena zuliana Phelps & Phelps Jr, 1953[6] kommt in der Sierra de Perijá im Nordosten Kolumbiens und dem westlichen Venezuela vor. Diese Unterart hat ein etwas grüneres Gefieder als die Nominatform. Der Oberkopf und die Unterseite sind weniger bronzefarben.[1]
- Coeligena coeligena obscura (von Berlepsch & Stolzmann, 1902)[7] ist im Süden Kolumbiens, in Ecuador und in Peru verbreitet. Diese Unterart  hat das dunkelste Gefieder aller Unterarten. Der Rücken wirkt schwärzlich, die Kehle gräulich mit weniger weiß und mit großen dunklen Sprenkeln.[1]
- Coeligena coeligena boliviana (Gould, 1861)[8] kommt im zentralen und südöstlichen Bolivien vor. Diese Subspezies ähnelt ebenfalls der Nominatform, hat aber am Oberkopf grüne Pailletten-artiges Gefieder. Der Schwanz ist bronzefarben schwärzlich violett. Dieser ist auch dunkler als in den anderen Unterarten.[1]

Coeligena coeligena zuloagae Phelps & Phelps Jr, 1959 gilt heute als Synonym für die Nominatform.

## Etymologie und Forschungsgeschichte
Die Erstbeschreibung des Bronzekolibris erfolgte 1833 durch René Primevère Lesson unter dem wissenschaftlichen Namen Ornismya coeligena. Das Typusexemplar hatte er von Florent Prévost und schrieb als Sammelgebiet des Kolibris irrtümlich das Land Mexiko zu. Im Index des gleichen Buches führte er die Gattung Coeligena ein. Das Wort Coeligena leitet sich aus den lateinischen Wörtern coelum bzw. caelum für „Himmel“ und genus für „Nachkomme“ ab. Lesson selbst nannte die Art auch Ornismye Fille du Ciel, also Tochter des Himmels. Ferruginea leitet sich vom lateinischen ferrugineus für „rostfarben“  bzw. ferrugo, ferruginis für „Eisenrost“ ab. Columbiana bezieht sich auf das Land Kolumbien, zuliana auf den Bundesstaat Zulia, boliviana auf das Land Bolivien. Obscura leitet sich vom lateinischen obscurus für „dunkel, düster, unklar“ ab. Zuloagae ist Guillermo Zuloaga Ramirez (1904–1984) gewidmet.